# Standard-Fast-Tanker-Typ
Die Serie der Standard-Fast-Tanker-Typ oder Wave-Klasse war ein Tankschiffstyp, der während des Zweiten Weltkriegs auf britischen Werften gebaut wurde. Die Einheiten zählen zur Gruppe der Empire-Schiffe.

## Einzelheiten
Der Standard-Fast-Tanker-Typ löste 1944 den Norwegen-Typ als britischen Kriegs-Standardtanker ab. Er war mit einer Tragfähigkeit von rund 12.000 Tonnen etwas kleiner als der Vorgängertyp und mit einer Geschwindigkeit von 15 Knoten deutlich schneller. Die höhere Geschwindigkeit machte es möglich, die Schiffe auch als Einzelfahrer außerhalb von Konvois einzusetzen. Die Anordnung der Schiffe mit etwas vor mittschiffs angeordneten Aufbauten und achtern gelegenem Maschinenraum glich zeitgenössischen Tankschiffen.
In den Jahren 1944 bis 1946 entstanden 13 Einheiten des Standard-Fast-Typs, die anders als seinerzeit üblich, alle Namen erhielten, die mit „Wave“" begannen, woraus sich der Begriff Wave-Klasse ableitete. Die Schiffe wurden ausschließlich mit Dampfturbinen als Antriebsanlagen hergestellt. Außer zum reinen Transport von Öl wurden der Schiffstyp während der Kriegsjahre auch zur Treibstoffversorgung anderer Schiffe auf See genutzt. Zur Tarnung waren zahlreiche Einheiten des Typs mit funktionslosen Ladegeschirren an Deck versehen, die sie aus der Entfernung wie herkömmliche Trockenfrachter wirken lassen sollten.